# 温哥华堡

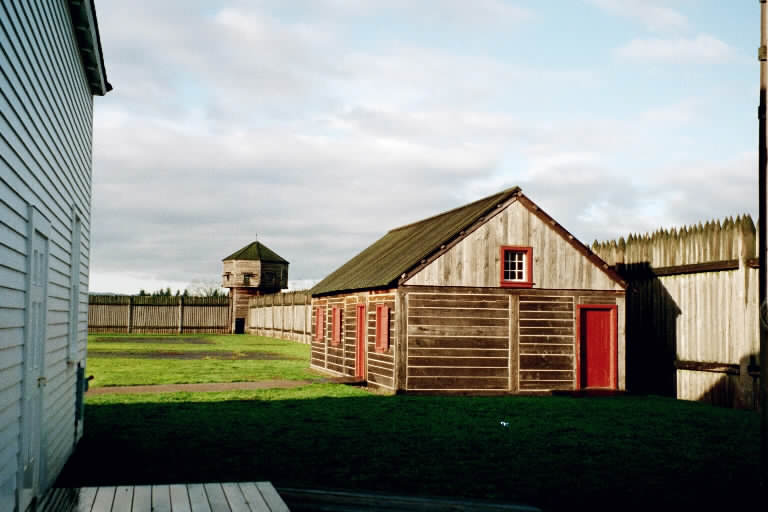
現代化的溫哥華堡建築

溫哥華堡是19世紀毛皮貿易的前哨基地，擔當了哈德遜灣公司在哥倫比亞區的總部。以喬治·溫哥華船长之名來命名，該堡壘位於現今華盛頓州温哥華市哥倫比亞河的北岸，鄰近俄勒岡州波特蘭。今天，堡壘連內部建築的真實比例的仿製品被重新修建和對公眾開放。

## 外部連結
- 溫哥華堡官方網站 （页面存档备份，存于）

45°37′21.30″N 122°39′44.52″W / 45.6225833°N 122.6623667°W